# Anton Bobior
Anton Anatoljewicz Bobior (ros. Антон Анатольевич Бобёр, ur. 28 września 1982 w Nabierieżnych Czełnach) – piłkarz rosyjski grający na pozycji ofensywnego pomocnika.

## Kariera klubowa
Karierę piłkarską rozpoczął w tamtejszym klubie KAMAZ Nabierieżnyje Czełny. W latach 1989–1997 grał w drużynach juniorskich, a w 1998 roku zadebiutował w pierwszym zespole, w rozgrywkach Drugiej Dywizji. Na koniec sezonu awansował z KAMAZ-em do Pierwszej Dywizji i grał tam przez kolejny rok.
Na początku 2000 roku Bobior przeszedł do Krylji Sowietow Samara. Początkowo grał w rezerwach tego klubu, ale w trakcie sezonu 2000 awansował do pierwszego zespołu i zadebiutował w Priemjer Lidze. Podstawowym zawodnikiem Krylji Sowietow stał się w sezonie 2002. W sezonie 2004 zajął z Krylją 3. miejsce w Priemjer-Lidze, najwyższe w historii klubu. Wystąpił także w przegranym 0:1 meczu finałowym o Puchar Rosji z Terekiem Grozny. W barwach Krylji rozegrał ponad 200 spotkań.
| Sezon   | Klub                       | Kraj  | Rozgrywki        | Mecze | Bramki |
| ------- | -------------------------- | ----- | ---------------- | ----- | ------ |
| 1998    | KAMAZ Nabierieżnyje Czełny | Rosja | Pierwyj Diwizion | 1     | 0      |
| 1999    | KAMAZ Nabierieżnyje Czełny | Rosja | Wtoroj Diwizion  | 19    | 1      |
| 2000    | Krylja Sowietow Samara     | Rosja | Priemjer-Liga    | 7     | 0      |
| 2001    | Krylja Sowietow Samara     | Rosja | Priemjer-Liga    | 17    | 1      |
| 2002    | Krylja Sowietow Samara     | Rosja | Priemjer-Liga    | 29    | 2      |
| 2003    | Krylja Sowietow Samara     | Rosja | Priemjer-Liga    | 20    | 2      |
| 2004    | Krylja Sowietow Samara     | Rosja | Priemjer-Liga    | 13    | 1      |
| 2005    | Krylja Sowietow Samara     | Rosja | Priemjer-Liga    | 24    | 3      |
| 2006    | Krylja Sowietow Samara     | Rosja | Priemjer-Liga    | 25    | 2      |
| 2007    | Krylja Sowietow Samara     | Rosja | Priemjer-Liga    | 28    | 4      |
| 2008    | Krylja Sowietow Samara     | Rosja | Priemjer-Liga    | 27    | 8      |
| 2009    | Krylja Sowietow Samara     | Rosja | Priemjer-Liga    | 26    | 1      |
| 2010    | Krylja Sowietow Samara     | Rosja | Priemjer-Liga    | 24    | 1      |
| 2011/12 | Krylja Sowietow Samara     | Rosja | Priemjer-Liga    | 33    | 4      |
| 2012/13 | Mordowija Sarańsk          | Rosja | Priemjer-Liga    | 26    | 3      |
| 2013/14 | Mordowija Sarańsk          | Rosja | Priemjer-Liga    | 0     | 0      |
| 2014/15 | Mordowija Sarańsk          | Rosja | Priemjer-Liga    | 12    | 0      |
| 2015/16 | Mordowija Sarańsk          | Rosja | Priemjer-Liga    | 10    | 0      |
| 2017/18 | Krylja Sowietow-2 Samara   | Rosja | Wtoroj diwizion  | 12    | 0      |

## Kariera reprezentacyjna
W reprezentacji Rosji Bobior zadebiutował za kadencji selekcjonera Olega Romancewa, 27 marca 2002 roku w przegranym 1:2 towarzyskim spotkaniu z Estonią. Był to jego jedyny mecz w kadrze narodowej.